# La sangre manda
La sangre manda è un film del 1934 diretto da José Bohr e Raphael J. Sevilla.

## Produzione
Il film fu prodotto dalla Producciones Cinematográficas Internacionales.

## Distribuzione
In Messico, il film fu presentato a Città del Messico il 10 maggio 1934. Cinque giorni più tardi, il 15 maggio, venne distribuito anche negli Stati Uniti con il titolo The Call of the Blood. In Spagna, uscì a Madrid il 5 aprile 1937.